# Абарки

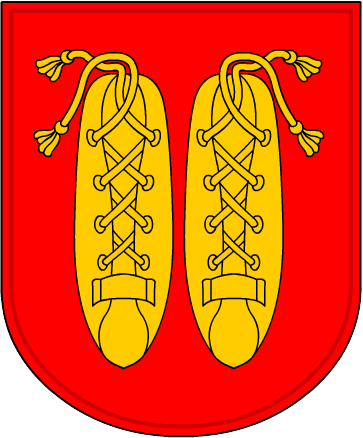
Герб Абарків

Маркізи лас-Навас-де-Наварра

Аба́рки (ісп. і порт. Abarca) — іспанський і португальський шляхетний рід арагонського походження. Нащадки наварського короля й арагонського графа Санчо II (за іншими гіпотезами — Санчо І). За легендою,  яка згадується в «Анналах Корони Арагонської», родове ім'я походить від назви грубих шкіряних черевиків (абарок), які носив король носив у дитинстві, переховуючись пастухом у горах. Серед перших представників роду відомі Родріго Абарка, сеньйор Фунеса і Вальтьєрри, що служив арагонському князю Рамону-Беренгеру; а також його наступник, магнат Алонсо (Мартін) Абарка, який мав маєтки в Уесці й Хаці, супроводжував короля Хайме I у поході на Валенсію, і відзначився під Біаром (1245) й Алькоєм. За переказом, він мав за герб синій щит із золотим черевиком, але зазнавши поранення в око стрілою під час боїв у Мурсії, замінив колір щита на червоний. Нащадки Алонсо використовували на щиті два черевика.
Представники Абарків, від яких бере початок португальська гілка роду, відзначилися в битві при Навас-де-Толосі (1212). Вони мали за герб золотий щит із синім ланцюгом, розміщеним всередині щита з перев'язом, а також двома черевиками, з чорно-золотим картатим візерунком. У Португалії вони відомі з XIV століття як родичі португальського інфанта Дініша, сина Педру І й Інес де Кастро. Серед інших відомих представників — Антоніу Лопіш Галярду Абарка, що був учасникок Реставраційної війни проти Кастилії, сподвижником Жуана IV, генералом кавалерії в провінції Бейра.
Від магната Герао Абарки, який допомагав королю Хайме ІІ підкорювати Сардинію (1324), та його сина Алонсо Абарки походить гілка Абарків-Болеаських (ісп. Abarca de Bolea). 
Іншою відомою гілкою роду були Абарки-Хакські (ісп. Abarca de Jaca), володарі Хаки. Її представник барон Санчо Абарка де Еррера Нуньєс де Гусман і Луна був мажордомом Хуана Австрійського, капітаном арагонської королівської гвардії (1677) та видатним письменником. До цієї гілки також належали Єроніма Абарка, абатиса монастиря Святого Хреста в лос-Серосі (1622); Педро Абарка (1619-1693), іспанський єзуїт, історик, професор теології Саламанського університету і головний хроніст Кастилії. Гербом цієї гілки був синій щит із трьома золотими черевиками.
Гілка наварських Абарок (ісп. Abarca de Navarra) походить від Педро Іньїгеса де Абарки, уродженця Арагону, що оселився у Наваррі й одружився із Беатрсою Франсес (1588). Його сином був Дієго-Антоніо Іньїгес-де Абарка, капітан кавалерії, який відзначився у війнах Іспанії на італійських теренах. Ця гілка використовувала за герб синій щит із двома золотими черевиками.

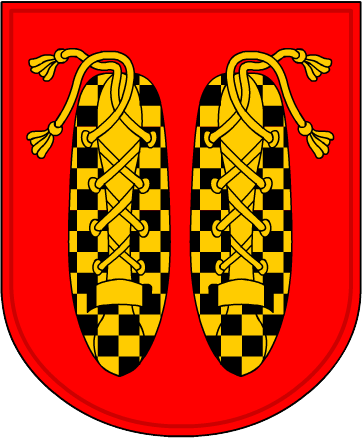
Абарки
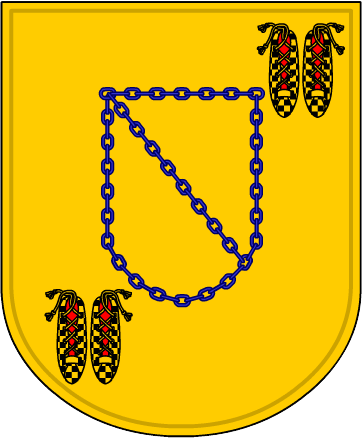
Абарки-Португальські
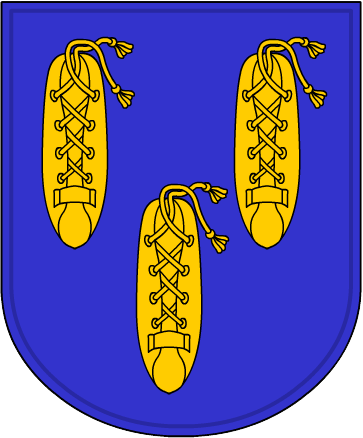
Абарки-Хакські
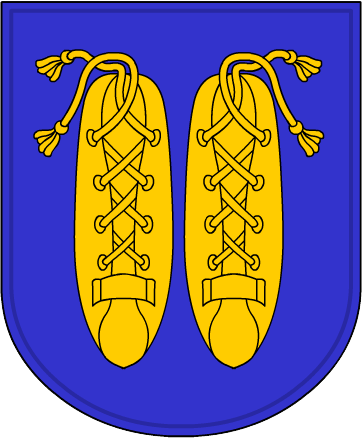
Абарки-Наварські
Герцоги Альмазанські (Абраки-Болеаські)